# ويليام إتش. باركر
ويليام إتش. باركر هو محامي وسياسي أمريكي، ولد في 5 مايو 1847 في كين في الولايات المتحدة، وتوفي في 26 يونيو 1908 في ديدوود في الولايات المتحدة. نشط حزبياً في الحزب الجمهوري. وقد انتخب عضو مجلس النواب الأمريكي ‏.